# Il sogno di Scipione
Il sogno di Scipione, K. 126, és una òpera en un acte composta per Wolfgang Amadeus Mozart sobre un llibret italià de Pietro Metastasio. Es va estrenar el 29 d'abril del 1772 a Salzburg. Modernament, s'ha reposat al Große Festspielhaus de Salzburg el 20 de gener de 1979 en forma d'oratori. Després d'una actuació amateur a Bayreuth el 1982, el 1984 s'estrenà de forma escènica al Teatro Olimpico de Vicenza sota la direcció de Christopher Hogwood.
Per a la presa de possessió de Hieronymus Joseph Franz von Paula, comte de Colloredo, bisbe i príncipe de Gurk, fill del vicecanceller de l'imperi austríac i germà d'un militar d'alt rang, Mozart va escriure una serenata teatral sobre un text de Metastasio que es va representar en ocasió de les solemnes celebracions que van tenir lloc a Salzburg.
L'argument basat en el Somnium Scipionis de Ciceró va inspirar el llibret de Metastasio, escrit el 1735 i destinat al músic Luc'Antonio Predieri, la composició del qual havia de celebrar l'aniversari de l'emperadriu de l'època, Isabel, esposa de Carles VI, que es va celebrar a la residència estiuenca de Laxenburg. Mozart va respectar el llibret al peu de la lletra, només va substituir el nom de Carles (llicència en homenatge al sobirà) pel de Gerolmo. L'acció transcorre en l'any 200 aC, a Numídia, regió de l'Àfrica septentrional governada per Masinissa. Escipió l'Africà el Jove (Escipió Emilià) veu en un somni a la deessa de la Fortuna i a la deessa de la Constància, totes dues li diuen que ha de triar quina d'elles serà la seva guia a la vida. La deessa de la Constància evoca tots els il·lustres avantpassats d'Escipió que ara es troben en aquesta part del paradís on també ella viu: Escipió l'Africà el Vell, que l'havia adoptat i fet el seu hereu, el convida a considerar la immortalitat de l'ànima, mentre el seu veritable pare, Emili Pau, li recorda la caducitat de les alegries terrenals. Per arribar fins als seus avantpassats, Escipió haurà de salvar Roma; tria llavors com a protectora a la Constància, provocant la ira de la deessa Fortuna, la qual desencadena trons i llamps.	